# Una schiava in vendita
Una schiava in vendita (Una esclava en venta) è un dipinto del pittore sivigliano José Jiménez Aranda, realizzato nel 1897 circa. Misura 100 centimetri di altezza e 82 di larghezza. Attualmente si trova al museo di Malaga. 
L'opera fu acquisita nel 1905 per il museo di arte moderna (oggi scomparso e unito al museo del Prado), dove rimase dal 1905 al 1971. L'opera poté essere vista al museo spagnolo di arte contemporanea dal 1971 al 1995, e poi al museo nazionale centro d'arte Reina Sofía dal 1995 al 2016. Attualmente è stato ceduto al museo di Malaga dal museo del Prado.

## Descrizione
Una giovane schiava si trova completamente nuda e seduta sopra un tappeto, mentre, come è scritto su un cartello in greco appeso al suo collo, è offerta in vendita in un mercato orientale. Dietro compaiono i piedi dei possibili acquirenti, che si mettono attorno a lei per contemplare la sua nudità indifesa. Questo dipinto è una delle opere più celebri di José Jiménez Aranda, nonché uno dei nudi femminili più interessanti di tutta la pittura spagnola del diciannovesimo secolo. Si tratta anche di un quadro davvero unico nella produzione di questo maestro sivigliano, nella quale i nudi femminili sono molto rari, così come i quadri dal soggetto orientale.
Si tratta di un tema orientalista, che ebbe una grande fortuna tra i pittori di quella generazione (come dimostrano varie tele di Jean-Léon Gérôme), nel quale il gusto per l'esotico e l'orientale, nell'ideale del Romanticismo, si mescola con la sensualità e la qualità della resa dell'anatomia. La tela presenta come novità l'inquadratura inusuale, dato che si tratta di un piano quasi cinematografico nel quale la giovane prostrata è circondata ai piedi dei suoi eventuali acquirenti, tra i  quali c'è lo stesso spettatore. Spicca il contrasto tra i colori accesi del tappeto e la pelle pallida della fanciulla, rappresentata con grande dignità.
Il testo in greco del cartello che la donzella porta al collo recita:
ΕΤΩΝ ΙΗ
ΠΟΛΕΙΤΑΙ ΜΝΑΣ Ω»
[DI] ANNI DICIOTTO
SI VENDE PER 800 MINE»
Da ciò si deduce che la schiava viene soprannominata "Rosa" (Rhodon in greco, che è il nome della pianta, non il nome proprio). Questo testo è utile per spiegare la voce medio-passiva e il sistema di numerazione della lingua greca antica.